# Art Fisher
Pour les articles homonymes, voir Fisher.
Art Fisher est un réalisateur, producteur et scénariste américain.

## Filmographie
Comme réalisateur
- 1969 : 33 1/3 Revolutions Per Monkee (TV)
- 1969 : The Andy Williams Show (série télévisée)
- 1971 : The Sonny and Cher Comedy Hour (série télévisée)
- 1974 : Happy Days (série télévisée)
- 1974 : The Hudson Brothers Razzle Dazzle Show (série télévisée)
- 1975 : Cher (série télévisée)
- 1976 : Donny and Marie (série télévisée)
- 1976 : Neil Sedaka Steppin' Out (TV)
- 1976 : Serpico ("Serpico") (série télévisée)
- 1977 : Le Voyage extraordinaire ("The Fantastic Journey") (série télévisée)
- 1977 : The Neil Diamond Special: I'm Glad You're Here with Me Tonight (TV)
- 1978 : NBC Salutes the 25th Anniversary of the Wonderful World of Disney (TV)
- 1980 : Pink Lady (série télévisée)
- 1982 : The Suzanne Somers Special (TV)

Comme producteur
- 1977 : The Neil Diamond Special: I'm Glad You're Here with Me Tonight (TV)
- 1982 : The Suzanne Somers Special (TV)

Comme scénariste
- 1969 : 33 1/3 Revolutions Per Monkee (TV)